# Svetlana Goncharenko
Svetlana Goncharenko - en russe : Светлана Гончаренко, transcription française Svetlana Gontcharenko - née Doronina le 28 mai 1971 à Rostov-sur-le-Don, est une ancienne athlète russe qui courait principalement sur 200 m. Elle a aussi connu beaucoup de succès en courant le relais 4 × 400 m, remportant notamment le bronze aux Jeux olympiques d'été de 2000.

## Palmarès

### Jeux olympiques
- Jeux olympiques d'été de 2000 à Sydney ( Australie)
  -  Médaille de bronze en relais 4 × 400 m

### Championnats du monde d'athlétisme
- Championnats du monde d'athlétisme de 1995 à Göteborg ( Suède)
  -  Médaille d'argent en relais 4 × 400 m
- Championnats du monde d'athlétisme de 1999 à Séville ( Espagne)
  -  Médaille d'or en relais 4 × 400 m

### Championnats du monde d'athlétisme en salle
- Championnats du monde d'athlétisme en salle de 1995 à Barcelone ( Espagne)
  -  Médaille d'or en relais 4 × 400 m
- Championnats du monde d'athlétisme en salle de 1997 à Paris ( France)
  -  Médaille de bronze sur 200 m
  -  Médaille d'or en relais 4 × 400 m
- Championnats du monde d'athlétisme en salle de 1999 à Maebashi ( Japon)
  -  Médaille d'argent sur 200 m
  -  Médaille d'or en relais 4 × 400 m
- Championnats du monde d'athlétisme en salle de 2004 à Budapest ( Hongrie)
  -  Médaille d'argent sur 200 m

### Championnats d'Europe d'athlétisme
- Championnats d'Europe d'athlétisme de 1994 à Helsinki ( Finlande)
  -  Médaille d'argent sur 400 m
  -  Médaille d'argent en relais 4 x 400 m
- Championnats d'Europe d'athlétisme de 1998 à Budapest ( Hongrie)
  -  Médaille d'argent en relais 4 × 400 m

### Championnats d'Europe d'athlétisme en salle
- Championnats d'Europe d'athlétisme en salle de 1994 à Paris ( France)
  -  Médaille d'or sur 400 m
- Championnats d'Europe d'athlétisme en salle de 1998 à Valence ( Espagne)
  -  Médaille d'or sur 200 m